# Mihai Vioreanu
Pas d'image ? Cliquez ici

a Compétitions nationales et continentales officielles uniquement.

b Matchs officiels uniquement.
Dernière mise à jour le 31 août 2018.
Mihai Horia Vioreanu, né le 3 octobre 1974 à Făgăraș (Roumanie), est un joueur de rugby à XV, qui joue avec l'équipe de Roumanie au poste de centre (1,823m pour 82 kg).
Il a eu sa première cape internationale le 12 novembre 1994 à l’occasion d’un match contre l'Angleterre. Mihai Vioreanu a joué au RCM Timisoara et il a disputé les coupes du monde de rugby 1999 et 2003.

## Carrière

### Équipe de Roumanie
- 30 sélections
- 9 essais
- 45 points
- Sélections par année : 1 en 1994, 6 en 1998, 5 en 1999, 5 en 2000, 1 en 2001, 5 en 2002, 7 en 2003